# 三井住友金融集團
三井住友金融集團（日语：三井住友フィナンシャルグループ），簡稱SMFG，是日本第二大金融企業。
該集團的總資產約達2万亿美元，根據《富比士》全球二千上市企業截至2023年6月的排名中，三井住友金融集團為全球第85大公司。

## 旗下公司
- 株式會社三井住友銀行
- 三井住友融资租借株式會社
- 三井住友信用卡株式會社
- 三井住友銀行信貸株式會社
- 株式會社日本綜合研究所
- SMBC之友證券株式會社
- SMBC信用保證株式會社
- SMBC資本市場株式會社
- 株式會社Cedyna
- 大和住銀投信投資顧問株式會社
- 大和證券SMBC株式會社
- 邦民株式會社100%
- 日興證券
- 東亞銀行19.79%
- Moelis & Company美驰5%
- The Minato Bank, Ltd45.02％
- 關西都會銀行 52.13%
- 愛喜利達銀行18.25%
- PayPay銀行 21.54%
- 印度Yes Bank20%
- 越南興旺股份商業銀行15%

## 經歷
2002年12月 由原住友銀行及櫻花銀行合併而成的三井住友銀行，透過股票過戶創立三井住友金融集團（SMFG）。SMFG的股票立即在東京證券交易所、大阪證券交易所與名古屋證券交易所第一部掛牌。
2003年2月 三井住友信用卡（三井住友カード株式會社）、三井住友銀行信貸（三井住友銀リース株式會社）與日本綜合研究所（株式會社日本総合研究所）成為SMFG全資子公司。
2004年6月 在消費者財務業務與邦民財務（プロミス，香港「邦民日本財務」之全資母公司）達成戰略合作協議（2005年4月開始合作業務）。
2005年4月 在信用卡業務與NTT DoCoMo達成戰略合作協議。（轉移部份SMFG所持有的三井住友信用卡有限公司股份到NTT DoCoMo，2005年7月三井住友信用卡發行新股並以第三方分配額分配給NTT DoCoMo。2005年12月開始合作業務。）
2006年9月 三井住銀友誼證券股份有限公司（SMBCフレンド證券株式會社）成為SMFG全資子公司。
2006年10月 在出租及汽車出租業務與住友商事達成繼續共同業務協議。
- 2009年5月1日三井住友金融集團收購花旗集團旗下的零售經紀公司Nikko Cordial Securities Inc.，以及Nikko Citigroup Ltd.的證券承銷部門，作價5,450億日元（約合427億港元、55億美元）。

協定內容包括完全接收日興證券（Nikko Cordial Securities）及部分接收投資銀行「日興花旗」（NikkoCitigroup）。
花旗2008年1月才完成的一系列交易為收購Nikko Cordial支付了1.6萬億日圓（161.7億美元）。
2012年1月16日，三井住友金融集团以73亿美元，收購蘇格蘭皇家銀行航空租赁业務，該公司RBS Aviation Capital，屬於全球第4大航空租赁公司，該公司把與荷兰阿姆斯特丹的子公司Sumisho合併。
2012年1月18日，三井住友银行，将向有业务合作关系的美国投资银行Moelis注资约9,300万美元，获得该投行5%的股权。
2013年4月29日 ，三井住友金融集團已同意以15億美元左右的資金收購印度尼西亞國家退休金儲蓄銀行（Bank Tabungan Pensiunan Nasional、BTPN) 40%的股權。
2012年12月5日東亞銀行向日本三井住友銀行株式會社配發及發行股票1.1157億股新股，發行價為每股29.59港元，籌資33億港元（合4.26億美元）以充實資本金。交易完成後，三井住友銀行在該行的持股將從4.7%升至9.5%。
2014年8月18日三井住友銀行收購柬埔寨最大銀行阿克萊達（ACLEDA）已發行股份的12.25%。所需資金將超過100億日元（約合人民幣6億元）。
2015年3月18日東亞銀行公布, 向三井住友銀行配售2.22億新股份，配售價每股29.5576港元，佔現已發行股份9.53%，股權比重增加至17.43% 。配股集資總額約65.8億元，配售集資淨額65.745億，將用於擴充一般營運資金，以及未來擴充業務。
2015年12月15日三井住友金融集團斥資5,750億日圓（折合約48億美元），收購通用電氣旗下的日本商業貸款及租賃業務，包括資本金融、車隊服務及供應商融資，總資產達5,100億日圓。

## 股東
- 發行股票總數：8,374,273
- 股東數目：187,571
- 主要股東：

| 股東名稱                                                                        | 持股數  | 持股比率（%） |
| ------------------------------------------------------------------------------- | ------- | ------------- |
| 日本トラスティ・サービス信託銀行株式会社（信託帳戶）                            | 462,242 | 6.22          |
| 日本マスタートラスト信託銀行株式会社（信託帳戶）                                | 457,238 | 6.15          |
| 日本生命保險相互會社                                                            | 154,388 | 2.07          |
| ザチェースマンハッタンバンクエヌエイロンドン                                    | 154,035 | 2.07          |
| ステートストリートバンクアンドトラストカンパニー505103                          | 145,702 | 1.96          |
| ステートストリートバンクアンドトラストカンパニー                                | 98,904  | 1.33          |
| 住友生命保險相互會社                                                            | 97,400  | 1.31          |
| 資産管理サービス信託銀行株式会社（信託帳戶B）                                   | 90,431  | 1.21          |
| ザチェースマンハッタンバンクエヌエイロンドン エスエルオムニバスアカウント       | 79,992  | 1.07          |
| ジェーピーエムシービーユーエスエーレジデンツ ペンションジャスデックレンド385051 | 73,866  | 0.99          |

## 関連項目
- 住友集團
- 三井集團

## 外部連結
- 官方网站